# 马库斯·图拉姆
马库斯·利利昂·图拉姆-于利安（法語：Marcus Lilian Thuram-Ulien，發音：[maʁkys tyʁam]；1997年8月6日—），是一名法国足球运动员，场上司职前鋒，目前效力于意甲球队國際米蘭，并代表法国国家队参加国际比赛。

## 俱乐部生涯
图拉姆自2007年起便加入讷伊奥林匹克（Olympique de Neuilly）的青训营，这是一家位于巴黎西郊塞纳河畔讷伊的低级别俱乐部。他在那里一直训练至2010年，然后转投巴黎西南的布洛涅比扬古竞技青训营。在布洛涅比扬古，图拉姆参与了一些低级联赛，再于2012年加盟索肖。他在青训部门的经历至2014年结束，并自2013-14赛季开始获得法國全國乙組聯賽（第四级）的出场机会，尽管他也会同时代表19岁以下梯队（U19）出场。在索肖预备队，图拉姆于赛季末的2014年4月12日完成首秀，在2比2客场逼平里昂奥林匹克预备队的比赛中，于第58分钟替换塞利姆·厄尔加兹登场。至赛季结束时，他又获多3次出场机会，但均未参与入球；最终，他随队一同在密集的赛区中排名第十。
在2014-15赛季，图拉姆成长为一名主力球员，尽管他并非常驻预备队，但还是获得了19次第四级联赛的出场机会。在整个赛季中，他共为二队射入3球，并随队以仅仅高于降级区的排名完赛。同年，他还首次入选身处法國足球乙級聯賽的索肖一线队，于2015年3月6日坐上替补席，但未获出场。两周后，图拉姆在索肖以3比0战胜沙托鲁的比赛中完成职业生涯首秀，于第83分钟替换前锋爱德华·比当登场。此后直至赛季末，他未能再入选一线队的大名单，而球队最终以第十名完赛。此外，图拉姆于同年还随U19梯队夺得了甘巴德拉杯冠军，这是法国俱乐部青年队的最重要奖杯。在以2比0击败里昂奥林匹克青年队的决赛中，他于第39分钟射入1球，最终帮助球队继1983年和2007年之后，第三度捧得这项赛事的奖杯。
2015年7月，图拉姆与索肖签署了自己足球生涯的首份职业合同，并在接下来的赛季获得两次替补登场。在2016-17赛季，他的替补上阵次数增加至14场，并于2016年10月29日对阵斯特拉斯堡竞技的比赛中首次先发亮相，而他的职业比赛首球则是在2017年4月14日对阵图尔的比赛中射入。赛季结束后，图拉姆转投法国足球甲级联赛俱乐部甘冈前进，于接下来的2017-18赛季出场32次并射入射入3球。至2018-19赛季，甘冈排名垫底惨遭降级，但图拉姆仍然获得32次出场机会，并射入9球而成为队内最佳射手。
图拉姆于2019年7月离开甘冈，并与德国足球甲级联赛俱乐部普鲁士门兴格拉德巴赫签订了一份期至2023年的合同。转会费据报道为1200万欧元。在新赛季的首场正式比赛，即德国足协杯首轮以1比0战胜桑德豪森的比赛中，他以一记头球得分锁定胜局，从而确定了在新东家的位置。在德甲联赛中，图拉姆从一开始就是主力球员，在前十三轮内射入6球。9月，在球迷、俱乐部和专家的一致同意下，他当选为德甲当月最佳新秀，并于10月蝉联了这一殊荣。他的欧战首秀是在2019年9月19日主场迎战沃尔夫斯贝格的欧洲联赛中完成，欧战首球则是在2019年11月7日主场以2比1战胜罗马的欧洲联赛中射入——当时他于第95分钟的补时阶段射入制胜球。
2023年7月1日，图拉姆自由转会加盟国际米兰足球俱乐部，双方签约至2028年6月。

## 国家队生涯
2014年2月13日，图拉姆获得劳伦·居约的征召，以16岁7个月7天的年龄首次代表法国17岁以下国家足球队（法国U17）出战2014年欧洲U-17足球锦标赛预选赛，并随队入围精英赛。然而，法国人却未能晋级在马耳他举行的决赛圈，图拉姆则在年底前共代表U17梯队上阵4次及射入1球。同年，他于10月8日在鲁多维奇·巴特利麾下完成法国18岁以下国家足球队（法国U18）的首秀，并主要在友谊赛中出场，合共录得5次出场及射入2球。
2015年6月，时任法国19岁以下国家足球队（法国U19）主教练的帕特里克·贡法洛内将这位年轻才俊带至希腊，以参加2015年欧洲U-19足球锦标赛。7月6日，他在第一场分组赛以1比0战胜奥地利的比赛中首次亮相，于第91分钟替换登场。但在第二场对阵乌克兰的分组赛中，他整场只是枯坐在替补席上；而分组赛末轮对阵希腊的比赛中，他更是未能入选大名单。在分组赛三战全胜后，法国队进入了赛事的半决赛，在这场比赛中，他们被西班牙以2比0淘汰，图拉姆则于第90分钟替补登场。翌年，图拉姆也参加了在德国举行的2016年欧洲U-19足球锦标赛，法国队此番则在决赛以4比0战胜意大利后而夺冠。在这个星光熠熠的阵容中，图拉姆于全部五场比赛中均担任基利安·姆巴佩的替补。
在韩国举行的2017年國際足協U-20世界盃上，图拉姆作为法国20岁以下国家足球队（法国U20）的一员参加了全部四场比赛，其中部分是作为首发登场。在2017年5月25日以4比0战胜越南的分组赛中，他率先打破僵局，射入自己于此项青年锦标赛中的首球。法国队至八分之一决赛中以1比2不敌意大利而遭淘汰。
在由意大利和圣马力诺合办的2019年歐洲U-21足球錦標賽上，图拉姆则入选了法國21歲以下國家足球隊（法国U21）。同样的，他参加了全部四场比赛，其中两场为替补登场。法国人至半决赛中以1比4不敌最后的冠军西班牙而结束了这项赛事的征程。
2022年11月，圖拉姆入選法國隊2022年卡達世界盃26人大名單，背號26號。12月18日，他在決賽中助攻基利安·麥巴比射入追平一球，在正規時間逼平阿根廷，但仍然在點球大戰中不敵阿根廷，失落冠軍。

## 私人生活
马库斯是前法国国家足球队成员利利安·图拉姆的长子，也是职业球员基夫伦·图拉姆的长兄。马库斯出生在意大利城市帕尔马，因其父亲当时正效力于当地俱乐部。他的名字取自牙买加政治家马库斯·加维。
在普鲁士门兴格拉德巴赫，图拉姆于其首场比赛便创造了一种独特的胜利欢呼方式，并迅速受到球迷的追捧。首先，他会准备一个角旗杆，并将球衣或类似物件挂在上面——通常这会是他自己的球衣，但有时也可能是表现优异的队友或球场播音员的圣诞套头衫；然后，他向球迷展现这面旗帜，进而在他们面前疯狂挥舞。
图拉姆的昵称为“蒂库斯”（Ticus）。这是法语单词（意为“小”）的缩写与他名字后半部分的结合，因此也被称为“小马库斯”。绰号源自图拉姆的年轻时期，当时他的队内有多位同名球员。尽管这个称谓对于如今身高已达1.92米的球员已经不合时宜，但他和他的朋友仍然保留使用。此外，在普鲁士公园的球场播音员也会以图拉姆的昵称进行宣读介绍。
图拉姆与法国饒舌歌手格拉杜尔的私交甚笃。

## 榮譽

### 球會
国际米兰
- 意大利足球甲级联赛冠軍：2023–24[17]
- 意大利超級盃冠軍：2023[18]